# 窄叶芍药
窄叶芍药（学名：Paeonia anomala）为毛茛科芍药属下的一个种。